# 小田原評定
小田原評定（日语：／ Odawara hyōjō）是戰國大名後北條家的重臣會議，每月召開兩回以決定諸事。此在當時是獨創的制度，被認為是北條五代一百年幾乎無家臣和國人背叛的制度優勢和証明。
其中最有名的一次評定決議卻導致北條家滅亡，乃1590年小田原合戰的戰術爭論。老臣松田憲秀主張籠城堅守，北條氏康的五男北條氏邦相對地主張主動出撃、在箱根野戰，評定中雙方意見分歧，耗費許久，但仍難以下決定。因為小田原城在過去曾以籠城戰擊退武田信玄和上杉謙信的前例，因此最後決議籠城，但戰果卻與歷史完全相反。

## 諺語的小田原評定
由以上小田原合戰時的故事，「小田原評定」演變成形容「冗長卻得不到結論的會議」之諺語，淪為偏負面的用語。

## 關連項目
- 小田原之役